# Vlajka Zimbabwe

Zimbabwská vlajka
Poměr stran: 1:2

Vlajka Zimbabwe byla přijata 18. dubna 1980. Tvoří ji list o poměru stran 1:2 se sedmi vodorovnými pruhy, v barvách: zelené, žluté, červené, černé a znovu červené, žluté a zelené. Směrem k žerdi je černým, úzkým lemem ohraničený bílý klín (lem je pouze na odvěsnách), v němž je na pozadí červené pěticípé hvězdy ve žluté barvě zobrazen národní symbol Zimbabwe v podobě do mastku vytesaného orla (pravděpodobně orlík kejklíř nebo orel jasnohlasý), přesahující do bílého pole.
Barvy mají klasický panafrický význam. Zelená barva znamená rostlinstvo a zemědělství, žlutá nerostné bohatství, červená krev prolitou v boji za svobodu a černá africké obyvatelstvo. Tyto barvy jsou převzaty z vlajky vládní strany Zimbabwská africká národní unie – Vlastenecká fronta (ZANU-PF), k nim přistupuje ještě barva bílá, která představuje mír. Pěticípá červená hvězda vyjadřuje budovatelské úsilí národa. Žlutý legendární pták, jehož soška byla vyzdvižena z ruin Velké Zimbabwe, je symbolem země a připomíná její slavnou minulost.

Rozměry zimbabwské vlajky
Vlajka zimbabwského prezidenta Poměr stran: 1:2
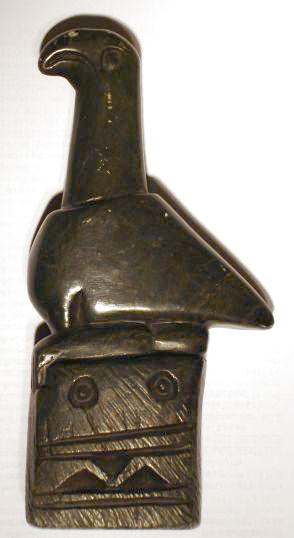
Kopie zimbabwské historické sošky
Vlajka ZANU-PF Poměr stran: 1:2

## Historie
Území dnešního Zimbabwe bylo osídleno již před 50 000 lety. V průběhu staletí zde existovala řada říší. Až kolem roku 1867, po objevu zlata, začala na tomto území evropská kolonizace. V roce 1889 získal Cecil Rhodes pro svou Britskou Jihoafrickou společnost (British South Africa Company) monopolní právo na kolonizaci Mašonska. V roce 1895 bylo toto území spojeno s Matabelskem a pojmenováno po zakladateli: Rhodesie. Po vlajce Spojeného království se začala od roku 1893 vyvěšovat vlajka společnosti. Ta byla tvořena britskou vlajkou, s ve středu umístěným bílým kruhovým polem se znakem společnosti: žlutým lvem držícím v pravé přední tlapě sloní kel na modročervené točenici (zobrazena je však červenožlutá). Pod lvem byla černými verzálkami vyvedená zkratka společnosti: B.S.A.C. Později byl přidán kolem bílého pole červený lem.

Vlajka Spojeného království v Zimbabwe (~1867–1953) Poměr stran: 1:2
Logo Britské Jihoafrické společnosti
Vlajka Britské Jihoafrické společnosti v Zimbabwe (1893–?) Poměr stran: 1:2
Vlajka Britské Jihoafrické společnosti v Zimbabwe (?–1923) Poměr stran: 1:2

V roce 1922 bylo, s blížícím se koncem smlouvy Britské Jihoafrické společnosti (smlouva skončila v roce 1923), uspořádáno referendum o budoucnosti země. Kolonisté odmítli začlenění do Jihoafrické unie a proto byla 1. října 1923 britskou vládou vytvořena samosprávná kolonie Jižní Rhodesie. 11. srpna 1924 byla zavedena vlajka kolonie. Jednalo se o britskou státní námořní vlajku (služební Blue Ensign) se znakem Jižní Rhodesie ve vlající části. Znak byl tvořen štítem s bílým pruhem v horní části, ve kterém byl uprostřed umístěn červený britský lev a po stranách dva zelenofialové bodláky. Pod pruhem byl v zeleném poli žlutý krumpáč. Bodláky byly převzaty ze znaku Cecila Rhodese. Vlajka byla užívána pouze zahraničními misemi a sportovními týmy mimo území státu, v Jižní Rhodesii byla oficiálně užívána pouze vlajka britská.
1. srpna 1953 vznikla Federace Rhodesie a Ňaska (spojením Jižní Rhodesie (dnešní Zimbabwe), Severní Rhodesie (dnešní Zambie) a Ňaska (dnešní Malawi)). Federace užívala vlajku zavedenou 22. července 1954. Opět se jednalo o modrou britskou služební vlajku s vlajkovým emblémem federace ve vlající části. Emblém tvořil štít  rozdělený na tři pole: horní modré se žlutou polovinou vycházejícího slunce s patnácti paprsky (Ňasko), střední bílé ve tvaru hradeb s červeným britským lvem (Jižní Rhodesie) a dolní černé se šesti bílými zvlněnými pruhy (Severní Rhodesie). Vlajka měla, stejně jako všechny britské vlajky, poměr stran 1:2, některé zdroje však uvádějí poměr stran 3:5.
31. prosince 1963 se Federace Rhodesie a Ňaska rozpadla. V roce 1964 byla Jižní Rhodesie přejmenována na Kolonii Rhodesie a 8. dubna téhož roku byla zavedena nová vlajka. Jednalo se o vlajku z let 1924–1953 s listem se světlejší modrou barvou.
V roce 1964 se též konalo další referendum bílých kolonistů o nezávislosti země. Většina se vyslovila pro, ale po bezvýsledném jednání s britskou vládou byla 11. listopadu 1965 ministerským předsedou Ianem Douglasem Smithem vyhlášena nezávislost jednostranně (stát nebyl mezinárodně uznán), s názvem Rhodesie. 11. listopadu 1968 byla zavedena nová vlajka. Jednalo se o list s poměrem stran 1:2 se třemi vertikálními pruhy: zeleným, bílým a zeleným. Uprostřed bílého pruhu byl rhodeský státní znak z roku 1924. 1. března 1970 byla vyhlášena republika. Vlajka se poté nezměnila.
1. května 1979 byla země přejmenována na Zimbabwe Rhodesie a 7. srpna téhož roku byla změněna i státní vlajka. Vlajka o poměru stran 3:5 (zobrazena ale v poměru 1:2)  měla tři horizontální pruhy: červený, bílý a zelený, a u žerdi široký černý pruh oddělený od ostatních pruhů úzkým bílým proužkem. V horní části svislého černého pruhu byla zobrazena žlutá soška nalezená při vykopávkách a pocházející z období Velké Zimbabwe. Vlajka byla původně bez bílého proužku, od 2. září byla užívána již ve výše popsané podobě. Poprvé byla vztyčena na stadiónu Rufaro v Harare.
12. prosince byla země opět přejmenována na Rhodesii a byla obnovena kolonie a britská správa. Došlo též k obnovení britské koloniální vlajky (zřejmě té z roku 1964), v praxi se však nadále užívala vlajka Zimbabwe Rhodesie.
18. dubna 1980 byla vyhlášena nezávislost Zimbabwe a téhož dne byla v hlavním městě Harare vztyčena vlajka užívaná dodnes.

Vlajka Jižní Rhodesie (1923–1953) Poměr stran: 1:2
Vlajka Federace Rhodesie a Ňaska (1954–1963) Poměr stran: 1:2
Vlajka Jižní Rhodesie (1964) Vlajka Rhodesie (1964–1968 a zřejmě 1979–1980) Poměr stran: 1:2
Vlajka Rhodesie (1968–1979) Poměr stran: 1:2
Vlajka Zimbabwe Rhodesie (1979–neoficiálně 1980) Poměr stran: 1:2